# Lilienfelder Marmor

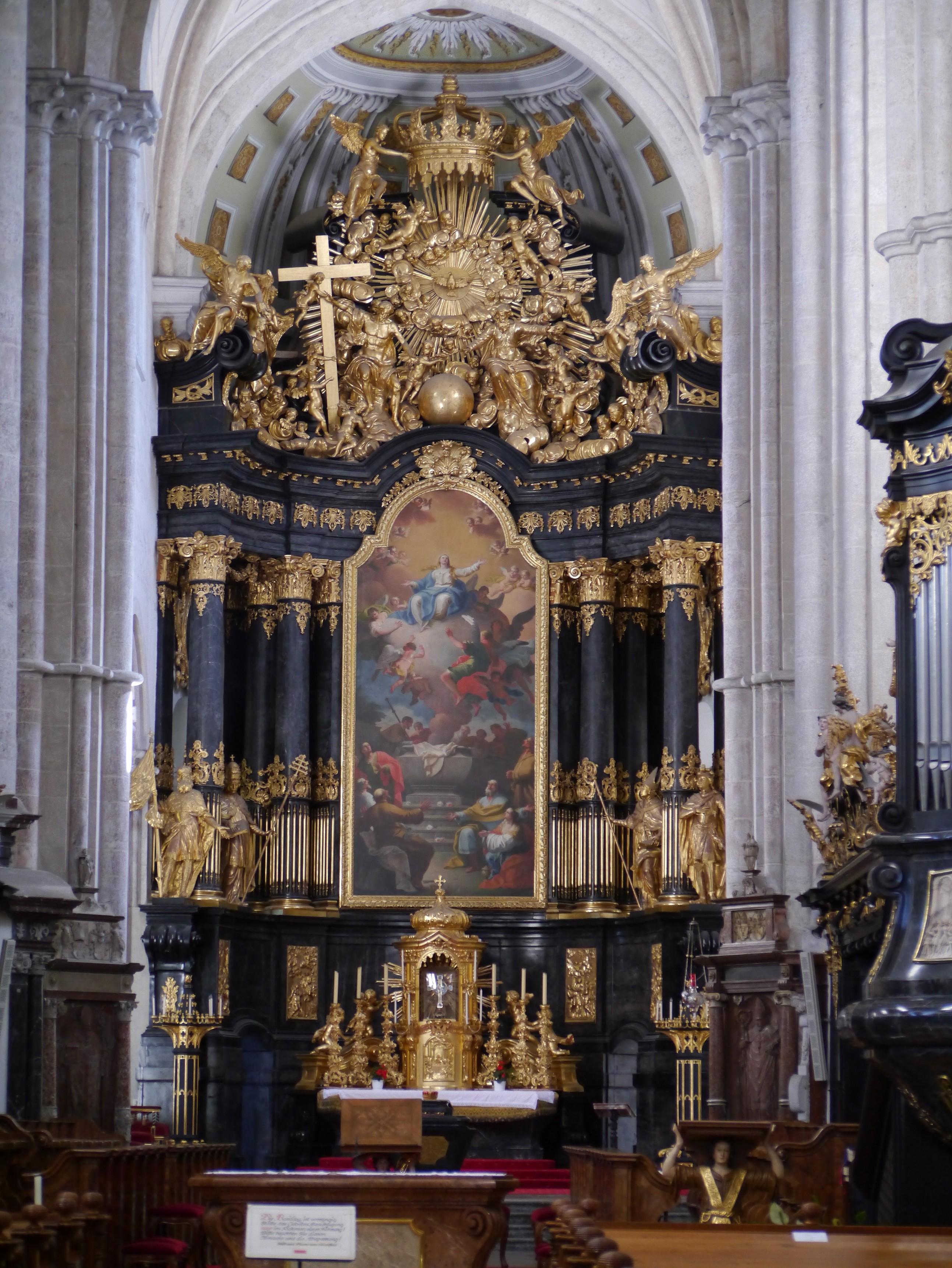
Hochaltar der Stiftskirche Lilienfeld

Der Lilienfelder Marmor (auch Türnitzer Marmor) ist eine dunkelgraue bis schwarze, mit weißen Calcitadern durchzogene und polierfähige Variante des Gutensteiner Kalks.

## Entstehung
Die Kalke der Gutenstein-Formation wurden während der Mitteltrias (vor rund 245 Millionen Jahren) am Rand der Tethys unter anoxischen Bedingungen abgelagert. Unter diesen Bedingungen blieb organisches Material in Form von Bitumen erhalten und ist der wesentliche Verursacher der dunklen Färbung der Grundmasse. In weiterer Folge wurde der Kalkstein durch tektonische Prozesse zerbrochen und in den entstandenen Klüften lagerte sich weißer Calcit ab.

## Verwendung und Vorkommen
Nach der dominierenden Verwendung roter Bau- und Dekorsteine in der Gotik und der bevorzugten graugrünen Gesteinsfarbe der Renaissance folgt im Barock eine Phase in der Gesteine unterschiedlichster Färbung eingesetzt wurden. Eine Nebenlinie dieser Entwicklung bevorzugte zwischen Mitte des 17. und Mitte des 18. Jahrhunderts überwiegend dunkle Gesteine und wurde vom österreichischen Geologen Alois Kieslinger als „Gesteinsmode des schwarzen Marmors“ bezeichnet. Um diesen architektonischen Modebedürfnissen Rechnung zu tragen, wurden oft weite Transportwege und entsprechend hohe Kosten in Kauf genommen. Im schlimmsten Fall wurden lokale Gesteinssorten anderer Farbe, Stuck- oder Holzimitate entsprechend eingefärbt.
Nachdem das Stift Heiligenkreuz am nahegelegenen Privatonberg bereits einen Steinbruch auf dunklen, polierfähigen Gutensteiner Kalk („Marmor des Privatonberges“) betrieb, zog das Stift Lilienfeld nach und nutzte ab 1720 ein neu entdecktes Vorkommen bei Türnitz für die barocke Innenausstattung der Stiftkirche. Für die Lilienfelder Stiftskirche wurden, unter anderem, die Säulen des Hochaltars aus dem begehrten Baustoff gefertigt. Daneben wurden die bei Türnitz gewonnenen Steine aber auch für Altäre, Gewände und Inschriftentafeln in zahlreichen Sakralbauten der näheren und weiteren Umgebung des Stifts verwendet und selbst im Wiener Stephansdom finden sich Anwendungsbeispiele.